# Кшенський
Кшенський (рос. Кшенский) — робітниче селище в Совєтському районі Курської області Російської Федерації.
Населення становить 5586 осіб. Входить до складу муніципального утворення селище Кшенський.

## Історія
Населений пункт розташований на території українського етнічного та культурного краю Східна Слобожанщина.
Від 2004 року входить до складу муніципального утворення селище Кшенський.

## Населення
| 1939  | 1959  | 1970  | 1979  | 1989  | 2002  | 2009  |
| ----- | ----- | ----- | ----- | ----- | ----- | ----- |
| 1938  | ↗4238 | ↗5725 | ↗6783 | ↗7513 | ↘6655 | ↗6722 |
| 2010  | 2012  | 2013  | 2014  | 2015  | 2016  | 2017  |
| ↘6128 | ↘5930 | ↘5847 | ↘5750 | ↘5710 | ↘5622 | ↘5540 |
| 2018  | 2019  | 2020  | 2021  |       |       |       |
| ↘5501 | ↘5496 | ↘5422 | ↗5586 |       |       |       |